# Cantó de Compiègne-Sud-Est
El cantó de Compiègne-Sud-Est és un cantó francès del departament de l'Oise, situat al districte de Compiègne. Té 5 municipis i el cap és Compiègne.

## Municipis
- Compiègne (part)
- Lacroix-Saint-Ouen
- Saint-Jean-aux-Bois
- Saint-Sauveur
- Vieux-Moulin

## Història
| Data d'elecció                           | Identitat         | Partit                        | Qualitat |
| ---------------------------------------- | ----------------- | ----------------------------- | -------- |
| 1982-2001                                | Michel Mahieux    | UDF-PR, després Divers droite |          |
| 2001-                                    | Bertrand Brassens | PS                            |          |
| les dades anteriors no són pas conegudes |                   |                               |          |
|                                          |                   |                               |          |